# Comuna Peremoha, Nijîn
Peremoha (în ucraineană Перемога) este o comună în raionul Nijîn, regiunea Cernihiv, Ucraina, formată din satele Bohdanivka, Cervonîi Kolodeaz, Cervonîi Șleah, Harmașciîna și Peremoha (reședința).

## Demografie
Componența lingvistică a comunei Peremoha
     Ucraineană (99,15%)
     Alte limbi (0,8%)
Conform recensământului din 2001, majoritatea populației comunei Peremoha era vorbitoare de ucraineană (99,15%), existând în minoritate și vorbitori de alte limbi.